# Ole Jørgen Rawert

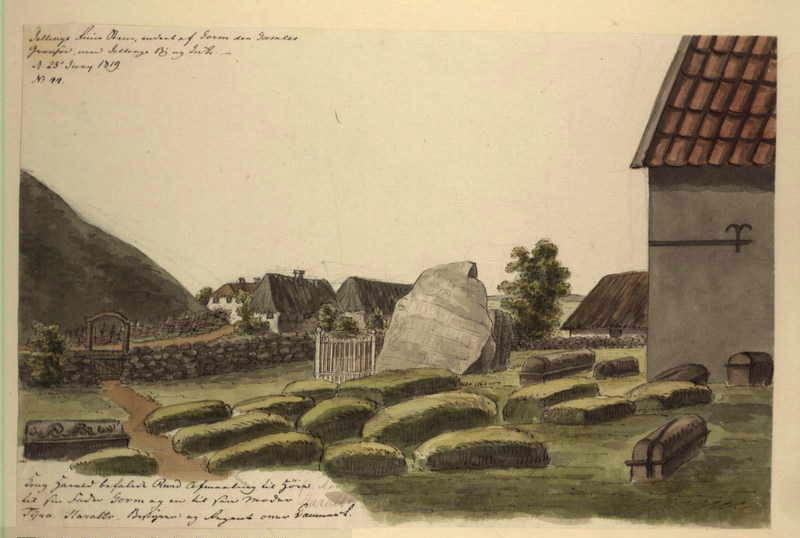
Jellingemonumenten den 25 juni 1819.

Ole Jørgen Rawert, född den 3 januari 1786 i Köpenhamn, död 11 juli 1851 i Köpenhamn, var en dansk fabriksinspektör, tecknare och akvarellist. 
Han var son till arkitekten Jørgen Henrik Ravert och Anna Maria Krieger och gift första gången med Catharine Actonia Christine Bugge och andra gången från 1849 med Henriette Catharine Bugge. Rawert var 1811-1816 medlem av Fabrikdirektionen och blev 1823 assessor i kommerskollegiet och företog från 1816 resor i Danmark och utlandet däribland Sverige för att studera industriella anläggningar. Han var tullinspektör i Köpenhamn 1831-1844 och från 1831 fabriksinspektör under det danska Kommercekollegiet. I dessa ämbetsställningar fick han ofta tillfälle att samla upplysningar om industrins utveckling i Danmark. År 1820 utgav Rawert en Beretning om Industriens Tilstand i de danske Provinser och skildrade där de danska städernas eländiga tillstånd, som blott kunde avhjälpas, om man skaffade hantverkarna en bättre utbildning. En motsvarande skrift om Handelens Tilstand i Danmark (1825) ådrog honom ett officiellt uttalande av kungens misshag. Som en av utgivarna av "Handels- og Industritidende" 1825–1844 lämnade han många bidrag till den danska industrins historia och samlade till sist sina undersökningar i Kongeriget Danmarks industrielle Forhold fra de ældste Tider indtil Begyndelsen af 1848 (1849), som ännu är en viktig källskrift. 
Under sina resor 1805–1849 medförde han ständigt sina målargrejor och åstadkom en värdefull samling av akvareller där han avbildat slussar, broar, vägar, förstäder och fabriker. Han besökte Göteborg 1828 och avbildade då bland annat Lorentz Suckerraffinaderi och Gibsons Seildugsfabrik. Han tecknade av olika byggnader i Masthugget 22 maj och fortsätter sin resa genom Västergötland och tecknade av miljön runt Mariestad och Vänern samt en översikt över Tidan 29 maj. Han återkom till Sverige 1852 och tecknade då av slussarna i Trollhättan med detaljritningar och tekniska detaljer. Han utgav tillsammans med SH Petersen 1819-1823 bokverket Danske Egne som visade en liten del av hans stora produktion och 1829 ger han ur en katalog över konferensrådet FC Bugges konstsamling samt Konungariket Sveriges industriella tillstånd år 1847. Rawert finns representerad vid Det kungliga biblioteket i Köpenhamn med omkring 1,400 akvarellerade handteckningar från de olika resorna de flesta av dem daterade.